# Araneus relicinus
Araneus relicinus là một loài nhện trong họ Araneidae.
Loài này thuộc chi Araneus. Araneus relicinus được Eugen von Keyserling miêu tả năm 1887.